# Aiglun (Alpes-Maritimes)
Aiglun ist eine französische Gemeinde im Département Alpes-Maritimes in der Region Provence-Alpes-Côte d’Azur. Sie gehört zum Arrondissement Grasse und zum Kanton Vence.

## Geografie

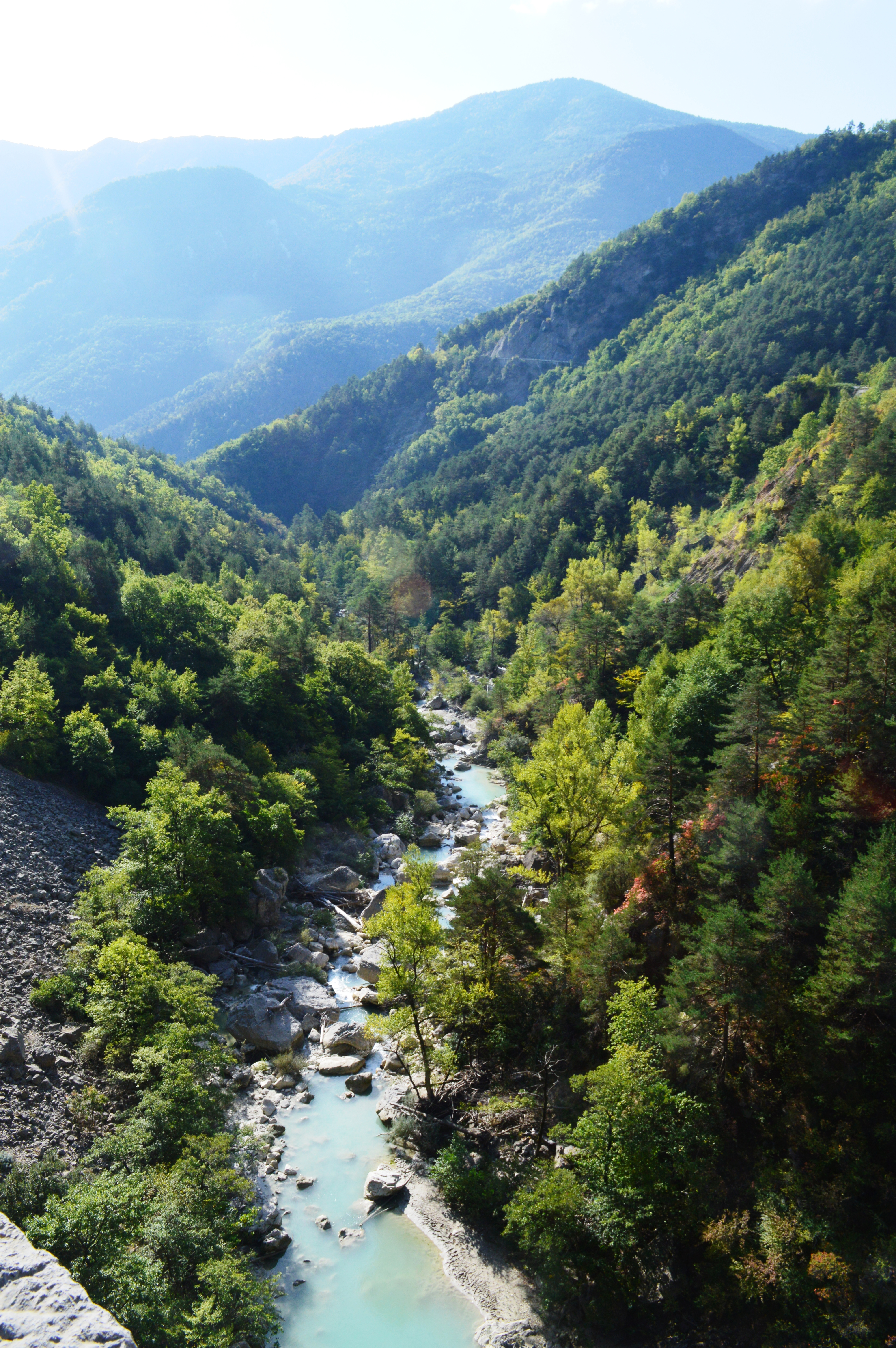
Der Estéron

Durch Aiglun, genauer durch die Schlucht namens Clue d’Aiglun, fließt der Estéron. Die angrenzenden Gemeinden sind Sigale im Nordosten, La Roque-en-Provence im Osten, Gréolières im Süden, Le Mas im Westen, Les Mujouls (Berührungspunkt) und Sallagriffon im Nordwesten. Die Gemeinde liegt im Regionalen Naturpark Préalpes d’Azur.

## Bevölkerungsentwicklung
| 1962 | 1968 | 1975 | 1982 | 1990 | 1999 | 2006 | 2013 |
| ---- | ---- | ---- | ---- | ---- | ---- | ---- | ---- |
| 58   | 50   | 70   | 94   | 91   | 106  | 94   | 89   |